# Šanta lesostepní

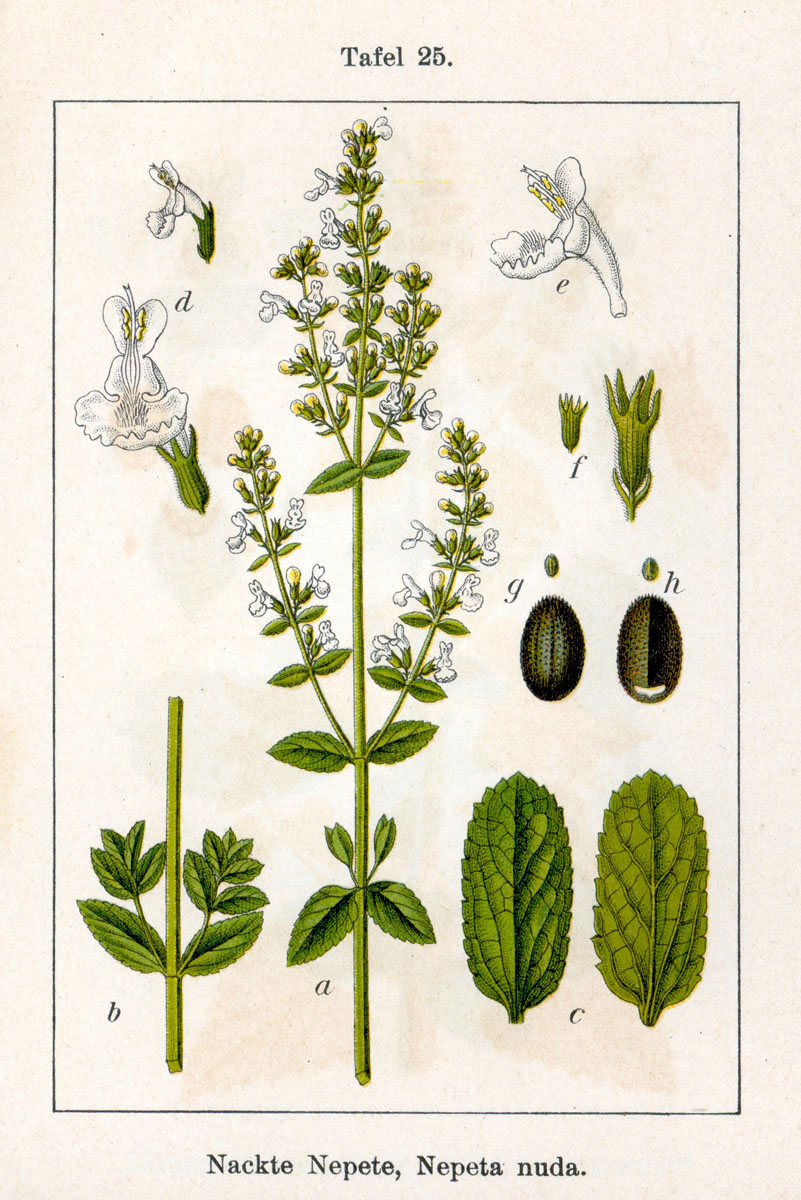
Nákres šanty lesostepní

Šanta lesostepní (Nepeta nuda) je vytrvalá rostlina s modrofialovými květenstvími na vrcholech lodyh, jeden z mnoha druhů rodu šanta. V zahradnictvích bývá pěstována pro své květy a nenáročnost, v české přírodě se vyskytuje jen řídce a je považována za ohroženou rostlinu.

## Rozšíření
Druh s výrazným kontinentálním původem je rozšířen od Střední Evropy přes Balkánský poloostrov, západní a střední Rusko až na Kavkaz, jihozápadní Sibiř, Blízký východ a do Střední Asie. V České republice, kde má druh severozápadní hranici rozšíření, se původně vyskytuje ve dvou teplých oblastech, ve středu a na severozápadě Čech a ve středu a na jihu Moravy.

## Ekologie
Šanta lesostepní je vázána na výslunná stanoviště, roste v pásmu nížin až pahorkatin, na místech střídavě vlhkých až suchých, obvykle na zásaditém podloží s půdou dobře zásobenou minerály. Vyskytuje se v místech stepního charakteru, jako jsou travnaté stráně, opuštěné louky a pastviny, na okrajích lesních cest, křovin a světlých lesů i na uměle vytvořených náspech.

## Popis
Vytrvalá bylina, s přímou a nahoře rozvětvenou lodyhou, která bývá vysoká 40 až 100 cm. Lodyha vyrůstající z dřevnatějícího kořene je tlustá 3 až 5 mm, čtyřhranná, světle zelená až fialově naběhlá a někdy řídce chlupatá. Spodní listy mají delší řapíky, výše postavené listy mají řapíky kratší nebo jsou přisedlé. Listové čepele jsou elipsovité, vejčité neb kopinaté, dlouhé 3 až 6 a široké 2 až 3 cm, u báze jsou uťaté či srdčité, po obvodě vroubkovaně zubaté a špičku na vrcholu mají tupou nebo ostrou. Na spodní straně jsou světlejší a řídce porostlé tuhými chlupy. Spodní listeny jsou podobné listů, jsou jen poněkud menší, horní jsou čárkovité a dlouhé jen 2 až 3 mm. Listy, stejně jako celá rostlina, jsou aromatické a po pomnutí voní.
Oboupohlavné květy na krátkých stopkách vyrůstají v početných, oddálených a přerušovaných lichoklasech vytvářejících latu 3 až 8 cm dlouhou. Pětičetný kalich je trubkovitý, asi 5 mm dlouhý a jeho stejně dlouhé zuby jsou kopinaté až šídlovité. Světle modrofialová, nebo vzácně bílá, dvoupyská koruna s ohnutou trubkou bývá dlouhá 6 až 8 mm. Její horní rovný dvoulaločný pysk má laloky vejčité a po okrajích nahoru ohnuté. Sklopený dolní pysk má střední lalok vroubkovaný a vyklenutý, tmavě purpurově tečkovaný a chlupatý. Čtyři dvoumocné tyčinky nesou fialové prašníky. Květy kvetou od konce června do srpna a jsou opylovány hmyzem slétajícím se za nektarem. Ploidie druhu je 2n = 18.
Plod jsou asi 2 mm velké, hnědé a výrazně bradavičnaté tvrdky rozpadající se na čtyři plůdky (semena). Rostlina se v přírodě rozšiřuje rozrůstáním nebo semeny. U vyšlechtěných kultivarů se pro zachování vypěstovaných vlastností množí vegetativně, nejjednodušeji dělením.

## Význam
Tento méně známý druh šanty bývá také někdy vysazována jako okrasná rostlina na záhony trvalek v místech, která jsou spíše suššího charakteru. Po včasném odstranění odkvětlých květenství rostliny kvetou a voní dlouho do podzimu. Rostliny lze také pěstovat k řezu do vázy, kde vydrží poměrně dlouze. Jsou známou medonosnou rostlinou.

## Ohrožení
V ČR se šanta lesostepní vyskytuje jen ostrůvkovitě a v málo početných populacích. Je ale druhem s poměrně nenáročnými ekologickými požadavky a řada jejich lokalit je územně chráněna. Pro zachování do budoucna byla v „Červeném seznamu cévnatých rostlin České republiky“ zařazena mezi druhy silně ohrožené (C2b).